# Asamblea General de Rhode Island
La Asamblea General de Rhode Island (en inglés: Rhode Island General Assembly) es la legislatura estatal (órgano encargado del Poder legislativo) del estado de Rhode Island, en Estados Unidos. Es un organismo bicameral, compuesto por la Cámara de Representantes de Rhode Island con 75 representantes como cámara baja, y el Senado de Rhode Island con 38 senadores como cámara alta. Los miembros son elegidos en la elección general inmediatamente anterior al comienzo del período o en elecciones especiales convocadas para cubrir vacantes. No hay límites de mandato para ninguna de las dos cámaras. La última elección de la Asamblea General tuvo lugar el 3 de noviembre de 2020 .
La Asamblea General se reúne en la Casa Estatal de Rhode Island, en la frontera del Downtown y Smith Hill, en Providence. Smith Hill se utiliza a veces como metonimia de la Asamblea General de Rhode Island.

## Historia

### Primeros años independientes
El 12 de junio de 1775, la Asamblea General de Rhode Island se reunió en East Greenwich para aprobar una resolución donde creaba la primera marina formal autorizada por el gobierno en el hemisferio occidental:
"Se vota y se resuelve, que el comité de seguridad sea, y por la presente, se le ordena fletar dos embarcaciones adecuadas, para el uso de la colonia, y acondicionarlas de la mejor manera, para proteger el comercio de esta colonia. . . . "Que el mayor de dichos buques esté tripulado con ochenta hombres, sin contar los oficiales; y esté equipado con diez cañones, cuatro libras, catorce cañones giratorios, un número suficiente de armas pequeñas y todos los pertrechos bélicos necesarios. "Que el barco pequeño esté tripulado por un número que no exceda de treinta hombres. "Que el total sea incluido en el número de mil quinientos hombres, ordenados para ser criados en esta colonia. . . "Que reciben la misma recompensa y pagan que las fuerzas terrestres. . . " 
La Asamblea General de Rhode Island fue una de las trece legislaturas coloniales que rechazaron el dominio británico en la Guerra de Independencia de Estados Unidos. La Asamblea General fue el primer cuerpo legislativo durante la guerra en considerar seriamente sobre independizarse de Gran Bretaña. El 4 de mayo de 1776, cinco meses antes de que el Congreso Continental adoptara formalmente la Declaración de Independencia de los Estados Unidos, Rhode Island se convirtió en la primera colonia de lo que pronto sería el actual Estados Unidos, en abandonar legalmente el Imperio Británico. William Ellery y el primer rector de la Universidad de Brown, Stephen Hopkins, fueron signatarios de la Declaración de Independencia de Rhode Island.
Una marcha decisiva que terminó con la derrota de las fuerzas británicas al mando de Charles Cornwallis comenzó en Newport, Rhode Island, bajo el mando de las fuerzas francesas enviadas por el rey Luis XVI de Francia, y dirigidas por el conde de Rochambeau . Las fuerzas estadounidenses fueron dirigidas conjuntamente por el general George Washington. La marcha pasó por Providence, Rhode Island y terminó con la derrota de las fuerzas británicas tras el Asedio de Yorktown en Yorktown, Virginia y la Batalla naval de Chesapeake. Nathanael Greene fue miembro junto con su primo, Christopher Greene .

### Debate federal
Más de una década después de la guerra, la Asamblea General encabezada por el Country Party hizo a un lado los llamamientos para unirse al gobierno federal recién formado, citando sus demandas de que se incluyera una Declaración de Derechos en la nueva Constitución federal de los Estados Unidos y su oposición a la esclavitud. Con una Declaración de Derechos bajo consideración y con un ultimátum del nuevo gobierno federal de los Estados Unidos de que comenzaría a imponer impuestos a la exportación de productos de Rhode Island si no se unía a la Unión, la Asamblea General cedió. El 29 de mayo de 1790, Rhode Island se convirtió en la última de las Trece Colonias en firmar la Constitución de los Estados Unidos, convirtiéndose en el decimotercer estado de los Estados Unidos (y el más pequeño).

### Constituciones estatales
Desde 1663 hasta 1842, la constitución de Rhode Island fue su carta colonial original otorgada por el rey Carlos II de Inglaterra, una anomalía política considerando que mientras la mayoría de los estados durante la Guerra de Independencia y posteriormente escribieron decenas de nuevas constituciones establecidas tras la Guerra de Independencia, Rhode Island en cambio continuó con un documento autorizado por la monarquía inglesa. Incluso casi setenta años después de la independencia de Estados Unidos, Rhode Island continuó operando con la Carta de 1663, dejándola después de 1818 (cuando Connecticut, el otro reductor, abandonó su carta colonial para redactar una nueva constitución contemporánea) el único estado cuyo documento legal oficial fue aprobado por un monarca extranjero.
Si bien la Carta de 1663 fue democrática considerando su período de tiempo, las crecientes demandas nacionales de sufragio electoral en respuesta a la Revolución Industrial pusieron tensiones sobre el documento colonial. A principios de la década de 1830, solo el 40% de los hombres blancos del estado podían votar, uno de los porcentajes de voto de hombres blancos más bajos de todo Estados Unidos. Por su parte, la Asamblea General demostró ser un obstáculo para el cambio, no ansiosa por ver reducirse su tradicional base de votantes adinerados.
La reforma constitucional llegó a un punto crítico en 1841, cuando los partidarios del sufragio universal encabezados por Thomas Wilson Dorr, descontentos con la conservadora Asamblea General y el gobernador conservador del estado, Samuel Ward King, celebraron la Convención Popular extralegal, pidiendo a los habitantes de Rhode Island que debatieran sobre una nueva constitución de corte liberal. Al mismo tiempo, la Asamblea General comenzó su propia convención constitucional denominada Convención de Freeman, haciendo algunas concesiones democráticas a los partidarios de Dorr, manteniendo intactos otros aspectos de la Carta de 1663.
Las elecciones de finales de 1841 y principios de 1842 llevaron a ambas partes a afirmar ser el gobierno estatal legítimo, cada una con sus respectivas constituciones en la mano. En los días posteriores a las muy confusas y polémicas elecciones para elegir gobernador y legislatura estatal de 1842, el gobernador King declaró la ley marcial. Los partidarios liberales de Dorr tomaron las armas para comenzar la rebelión de Dorr .
La rebelión de corta duración resultó infructuosa en el derrocamiento del gobernador King y la Asamblea General. La Constitución de Freeman finalmente fue debatida por la legislatura y aprobada por el electorado. Aunque no es tan liberal como el documento del Pueblo, la Constitución de Freeman de 1843 aumentó enormemente el sufragio masculino en Rhode Island, incluido el fin del requisito racial.  La Asamblea General hizo más revisiones en el documento de 1843 y el electorado lo aprobó en 1986.